# Llei empírica
Una llei empírica és un raonament de causa i efecte sobre un determinat tipus d'esdeveniments basada en l'observació directa del comportament del sistema estudiat a l'hora de modificar els factors que en condicionen l'estat. És pròpia de les ciències observacionals basades en sistemes altament perdibles on les variables que afecten al succés són una o molt poques. No és gaire habitual, perquè en ciències biològiques i socials on difícilment es poden descriure i identificar totes les variables que afecten el sistema estudiat, però és força habitual en les ciències experimentals on les variables sota observació poden ser controlades i modificades per l'experimentador que observa el comportament del sistema. La majoria de lleis d'aquest tipus pertanyen als camps de la física i la química.
La física, com totes les ciències empíriques, es fonamenta en la convicció que existeix una realitat material independent que podem conèixer, que podem descriure, explicar-ne el comportament i actuar en ella. Es tracta d'un axioma de caràcter metafísic que assumeix una connotació realista, essent abandonat totalment el materialisme extrem vuitcentista que sobreviu avui en dia d'una manera molt menys ingènua, i que té un paper important en el progrés de la ciència.
S'assumeix que el nostre coneixement de la natura prové únicament de l'observació. Galileu, sostenia la necessitat de la raó, sigui per elaborar l'observació, sigui per guiar noves observacions. Sabia molt bé que el sol raonament, sense el suport de l'observació, podia conduir a afirmacions no verificables i, per tant, sense sentit. La batalla contra la falsedat del sistema, purament pensat i desenvolupat sense confirmació de tipus observacional, fou el leitmotiv de la seva vida.
En el curs de l'observació s'obtenen descripcions d'objectes i altres fenòmens que no varien en el temps ni l'espai, que poden esdevenir canviats per observacions diverses i en les quals tot es troba en ordre. Això significa que, si les dades dels observatoris concorden, l'objecte observat i el seu comportament són invariables respecte al temps i a l'espai.
Per exemple, un observador a Catalunya i un a la Xina descriuen de la mateixa manera el comportament d'una roca que cau a terra, amb diferències molt petites, insignificants, quan canviem la forma, dimensions i pes de la roca, si està a la riba del mar o en una muntanya...
La repetició de tals observacions des de molts observatoris, en molts ambients diversos molt llunyans i en un temps diferent, contribueix a donar credibilitat a la idea que el comportament observat és absolutament invariable i llavors podem afirmar que sempre i on sigui que succeeixi la mateixa cosa, tindrem la mateixa situació.
La invariabilitat respecte a la translació en el temps i en l'espai té un caràcter encara més fonamental de l'observació, que juntament amb altres variacions són essencials perquè l'home pugui conèixer el comportament de la natura: de fet, si la roca caigués de manera diferent un dia que un altre, o si estigués llençada per dues persones diferents, una davant de l'altra, ens trobaríem en un món aleatori, del qual no seria possible saber-ne res ni aconseguir un acord entre els observadors.
La invariabilitat dels fenòmens i de la seva descripció feta per observadors diversos, disposats de la manera que sigui en el temps i l'espai o almenys entre certs límits, fa que el moviment d'un respecte de l'altre sigui una precondició essencial del coneixement. El consens en la descripció assegura la sinceritat dels nostres sentits i dels instruments de esura utilitzats, considerats una prolongació del sistema sensorial. Tals observacions condueixen a formular generalitzacions, les quals anomenem lleis empíriques. Un exemple trivial: l'herba freca és verda. Suposant que anteriorment hem definit el concepte d'herba, frescor i verd, hi ha un acord general que verifica aquesta afirmació, i quan algú parla d'un prat, podem verificar que és cert. En el context de l'empirisme "cert" significa essencialment verificable i que no està en contrast amb altres observacions.
Les lleis poden tenir simplement un caràcter qualitatiu, com el cas anteriorment esmentat, que deixa espai a no poca ambigüitat. Tots sabem que existeixen molts verds i per un coneixement més delimitat haurem de trobar la manera de definir les diverses tonalitats del color, el que requereix algunes mesures.
Després de les lleis qualitatives tenim les comparatives. Es tracta de lleis semiquantitatives, ja que necessitem alguna anàlisi quantitativa, alguna mesura. Per exemple, dir que un bloc de suro sura millor que un bloc idèntic de llenya dura, necessitem una mesura de la immersió dels dos blocs...
Amb lleis similars no s'arriba gaire lluny en el camp de la física, però són molt importants en les ciències biomèdiques: per exemple, el sistema de classificació dels vegetals es basa únicament en fets qualitatius i comparatius.
Les lleis més importants per les ciències pures són les lleis quantitatives. Aquestes estableixen relacions quantitatives entre les magnituds mesurades en el curs de l'observació, com ara la llei de la caiguda lliure dels objectes de Galileu, segons la qual el temps de la caiguda és proporcional a l'arrel quadrada de l'altura de la qual cau una massa qualsevol. Aquestes lleis s'obtenen a partir de l'observació, correlacionant amb els mètodes oportuns la mesura efectuada, tot i que la majoria de les vegades estan obtingudes també gràcies a coneixements anteriors, utilitzant procediments lògico-matemàtics.